# Яблоновское городское поселение
Яблоновское городское поселение — муниципальное образование в составе Тахтамукайского муниципального района Республики Адыгея Российской Федерации.
Административный центр — посёлок городского типа Яблоновский.

## Население
| 2002    | 2010    | 2011    | 2012    | 2013    | 2014    | 2015    |
| ------- | ------- | ------- | ------- | ------- | ------- | ------- |
| 26 579  | ↗28 297 | ↗28 364 | ↗29 185 | ↗29 946 | ↗31 069 | ↗32 765 |
| 2016    | 2017    | 2018    | 2019    | 2020    | 2021    | 2023    |
| ↗34 332 | ↗35 830 | ↗36 509 | ↗38 095 | ↗41 293 | ↗57 302 | ↗58 870 |
| 2024    |         |         |         |         |         |         |
| ↗60 034 |         |         |         |         |         |         |

## Состав городского поселения
| № | Населённый пункт | Тип населённого пункта      | Население |
| - | ---------------- | --------------------------- | --------- |
| 1 | Яблоновский      | пгт, административный центр | ↗56 972   |
| 2 | Новый            | посёлок                     | ↘2446     |
| 3 | Перекатный       | посёлок                     | ↘616      |

## Национальный состав
По переписи населения 2010 года из 28 297 проживающих в городском поселении, 26 489 человек указали свою национальность:
| Национальность | %       | Численность |
| -------------- | ------- | ----------- |
| Русские        | 74,63 % | 19 770      |
| Адыги          | 13,38 % | 3 543       |
| Армяне         | 4,9 %   | 1 297       |
| Украинцы       | 1,28 %  | 339         |
| Корейцы        | 1,13 %  | 300         |
| Татары         | 0,59 %  | 157         |
| Цыгане         | 0,44 %  | 117         |
| Греки          | 0,43 %  | 113         |
| Азербайджанцы  | 0,39 %  | 102         |

По данным переписи населения 2021 года из 57302 проживающих в городском поселении, 47520 человека указали свою национальность
:
| Народ           | Численность, чел. | Доля от населения, % |
| --------------- | ----------------- | -------------------- |
| Русские         | 36 996            | 77,85 %              |
| Адыги (Черкесы) | 5 705             | 12,00 %              |
| Армяне          | 1 617             | 3,40 %               |
| Украинцы        | 405               | 0,85 %               |
| Татары          | 307               | 0,64 %               |
| Таджики         | 222               | 0,47 %               |
| Корейцы         | 212               | 0,45 %               |
| Узбеки          | 207               | 0,44 %               |

## Социальная сфера
Дошкольные учреждения
- Детский сад № 10 «Ручеек»,
- Детский сад № 11 «Дюймовочка»,
- Детский сад № 12 «Ласточка»,
- Детский сад общеразвивающего вида № 14 «Солнышко».

Средние общеобразовательные учреждения
- Средняя школа № 3,
- Средняя школа № 5,
- Средняя школа № 13
- Средняя школа № 15.

Высшее образование
- Филиал Майкопского государственного технологического университета.

## Администрация
Главы муниципального образования:
- Калакуток Тимур Александрович (июль 2005—октябрь 2008
- Гаврилова Елена Николаевна (ноябрь 2008 — май 2012),
- Атажахов Заурдин Джабраилович (с мая 2012 до сегодняшнего дня, а главой стал осенью 2012 года